# 佐藤紀子 (フィギュアスケート選手)
佐藤 紀子（さとう のりこ、1959年5月26日 - ）は、東京都出身の女性フィギュアスケート選手で現在はコーチ。1984年サラエボオリンピックアイスダンス日本代表。パートナーは高橋忠之。日本大学卒業。

## 経歴
当初は関根章とカップルを組んでいたが、1979年より高橋忠之と組む。1980年から1985年まで全日本フィギュアスケート選手権6連覇を達成。1984年にサラエボオリンピックに初出場し17位となる。
1984年プラハスケートで国際大会初優勝を果たし、1985年に東京で開催された世界フィギュアスケート選手権では13位となった。これを最後にアマチュア競技者として引退。
引退後、プリンスホテルが主催するアイスショー、プリンスアイスワールドの一員となり長年活躍する。プロスケーターに転向後はコーチ・振付師として活動している。

## 主に指導した選手
現在指導中の選手
- 三浦佳生
- 樋口新葉
- 住吉りをん

過去に指導した選手
- 石川翔子
- 西野友毬
- 村主章枝
- 岸本一美（振付）
- 田村岳斗（振付）
- 武田奈也（振付）
- 松岡あかり（振付）

## 主な戦績
| 大会/年      | 78-79 | 79-80 | 80-81 | 81-82 | 82-83 | 83-84 | 84-85 |
| ------------ | ----- | ----- | ----- | ----- | ----- | ----- | ----- |
| オリンピック |       |       |       |       |       | 17    |       |
| 世界選手権   |       | 15    | 16    | 15    | 14    | 17    | 13    |
| 全日本選手権 | 3     | 1     | 1     | 1     | 1     | 1     | 1     |